# فوتبال در الجزایر
فوتبال در الجزایر پرطرفدارترین ورزش این کشور است. به‌خاطر پیوندهای تاریخی الجزایر با فرانسه شماری از بازیکنان الجزایری به‌طور حرفه‌ای در لیلگ‌های فرانسه بازی کرده‌اند و همینطور تیم ملی فوتبال فرانسه بازیکنانی با اصالت الجزایری داشته‌است که مهم‌ترین آن‌ها زین‌الدین زیدان، کریم بنزما و سمیر نصری هستند.